# Греки в Казахстане
Греки в Казахстане (греч. Έλληνες στο Καζακστάν, каз. Қазақстандағы гректер) являются одним из национальных меньшинств. Основная масса состоит преимущественно из потомков понтийских греков, депортированных из Крыма, Кавказа и южной России в период с 1944 по 1950 год.

## История
До 40-х годов XX века в Казахстане была небольшая греческая диаспора, так, в 1926 году в Казахстане проживало всего 157 греков. Постановлением № 5984 от 2 июня 1944 года, подписанным Сталиным, предписывалась депортация примерно 39 тыс. греков, армян и болгар из Крыма. Это постановление предписывало депортировать примерно 39 000 греков, армян и болгар из Крыма в Гурьевскую область в Казахстане (7 000) и в Свердловскую (10 000), Молотовскую (10 000), Кемеровскую (6 000) области и Башкирскую АССР (6 000). В июне 1949 года, феврале 1950 года, июле 1950 года греки были депортированы из Грузинской ССР, Армянской ССР и с Северного Кавказа. Общее число депортированных составило около 60 000 человек.

## Современное положение
По данным переписи населения СССР в 1989 году в Казахстане проживало 46 746 греков, но после распада СССР миграция греков из Казахстана увеличилась. Уже в 1999 году в Казахстане проживало 12 703 этнических греков. В настоящее время в Казахстане существует 17 греческих общин, в которых насчитывается 8 819 (на 2014 год) человек. Вместе с греками Киргизии они создали Федерацию греческих сообществ Казахстана и Киргизии — «FILIA» (греч. φιλία, что означает по-гречески Дружба). Федерация издает газету, организует фольклорные мероприятия и помогает в изучении греческого языка и культуры. На данный момент в Казахстане работают 6 преподавателей греческого языка, которые финансируются Генеральным секретариатом эллинизма за рубежом. Кроме того, греческий язык преподают два учителя, прикомандированные из Греции.

## Численность
| Год  | % от всего населения | Численность |
| ---- | -------------------- | ----------- |
| 1926 | 0.00                 | 157         |
| 1939 | 0.02                 | 1 374       |
| 1959 | 0.60                 | 55 543      |
| 1970 | 0.31                 | 39 241      |
| 1979 | 0.34                 | 49 930      |
| 1989 | 0.28                 | 46 746      |
| 1999 | 0.08                 | 12 703      |
| 2009 | 0.06                 | 8 846       |
| 2014 | 0.05                 | 8 819       |

## Известные люди
- Хараламбос Холидис[9], борец греко-римского стиля и олимпийский чемпион.
- Илья Ильин, тяжелоатлет (от деда по материнской линии Понтия, Яковоса Фунтукидиса).
- Саввас Кофидис[10], греческий футболист международного уровня и тренер.
- Димитриос Павлос Пападопулос[10], греческий футболист международного уровня.
- Эйрини (Ирини) Пападопулу[11], греческая певица.
- Евста́фий Алкивиа́дович Пехлевани́ди, ветеран советского и греческого футбола.
- Александр Антонович Хапсалис, ветеран советского футбола.
- Георгий Петрович Хаджиониди, борец вольного стиля и бронзовый призёр Олимпийских игр.